# ハーブ・アルパート
ハーブ・アルパート（Herb Alpert、1935年3月31日 - ）は、アメリカ合衆国出身のトランペット奏者、作曲家、編曲家、音楽プロデューサー、歌手、ティファナ・ブラス（The Tijuana Brass）のリーダー、A&Mレコードの創始者。なお、A&Mの"A"はアルパート（Alpert）を指す。
代表曲には「蜜の味」「ビター・スウィート・サンバ」「マルタ島の砂」「悲しき闘牛」「ディス・ガイ」「ライズ」「ダイアモンド」などがある。そのサウンドはアメリカ音楽とメキシコのマリアッチを合わせた音楽として「アメリアッチ」と呼ばれた時期もあった。ニッポン放送の深夜ラジオ番組、『オールナイトニッポン』のテーマソングとして「ビター・スウィート・サンバ」が長年使われている。ヴォーカル曲とインストゥルメンタル曲の両方で、ビルボード誌全米シングル・チャートNo.1を獲得した唯一の人物でもある｡

## バイオグラフィ

### A&M設立まで
1935年3月31日、カリフォルニア州ロサンゼルスにてユダヤ系ルーマニア移民の両親の間に生まれた。8歳よりトランペットを習い始めたとのこと。1952年、高校を卒業後南カリフォルニア大学へ入学。在学時にトロジャン・マーチング・バンドへ2年間参加した。1954年に学士号を同大学より修得し、卒業する。
彼のミュージシャンとしてのスタートは、ルー・アドラーと共作の、サム・クックのヒットで知られる、「ワンダフル・ワールド」に始まる。しかしアルパート自身は、スタンダードナンバーになるようなヒット曲を生み出しながらも、作曲家としての自身の才能には執着せず、演奏家としての道を選ぶ。ドア・アルパート（Dore Alpert）の名でRCAレコードでキャリアを挙げ、ジャン&ディーン等をプロデュースした。1962年にジェリー・モスと100ドルずつを出資しインディーズのA&Mレコードを創設する。A&Mは現在こそ一大レーベルであるが、創設初期はアルパート自身のレコード･リリースの為に設立したプライベート･レーベルだった。なお、「A」はアルパート、「M」はモスの頭文字である。
1965年、「Let's Dance」のヒットを持つクリス・モンテスがA&Mレコードに移籍。アルパートはモンテスにミドル・オブ・ザ・ロード（イージーリスニング）のスタイルで歌うことをすすめ、モンテスはペトゥラ・クラークが同年に発表した「コール・ミー」をレコーディング。アルパートが編曲とプロデュースを務めたモンテスの同曲はビルボードのイージーリスニング・チャートで2位を記録。続くシングル「The More I See You」も同チャートの2位を記録。これらのヒットによりモンテスはイージーリスニング路線を確立した。

### ティファナ・ブラス期
アルパートは自身のガレージ内に小さいレコーディング・スタジオを起こし、その第一弾として"The Lonely Bull"（邦題「悲しき闘牛」）をレコーディング、自費でこのシングルをプレスした。そしてラジオDJを通して人気が広まり出した。
人気に応じて他曲も録音、ハーブ・アルパート&ザ・ティファナ・ブラス名でデビューアルバム、『The Lonely Bull』をリリースした。このシングルは後にビルボード誌のポップ・シングル・チャート6位にまで達した。A&Mレーベル初のヒット・レコード盤となるが、録音したのはコーンウェイ・レコード（Conway Records）のスタジオだった。
1964年の終わりになると、アルパートはティファナ・ブラスを正式なバンドへ転換させる事を決意し、メンバーのオーディションを行い態勢を整えていく。「ただしメンバーの中にヒスパニックはいなかった」。
メンバーはアルパートを中心に、ジョン・ピサーノ (guitar) 、ロウ・パガーニ（Lou Pagani） (piano)、 ニック・セロリ（Nick Ceroli） (drums)、 パット・セネター（Pat Senatore） (bass); 、トニー・カラッシュ（Tonni Kalash） (trumpet) 、ボブ・エドモンソン（Bob Edmondson） (trombone & percussion) となる。このバンドは1965年にデビューし1969年まで活動した。
日本で一番有名な楽曲と見られる"ビター・スウィート・サンバ"は1967年10月2日にスタートした深夜ラジオ番組の王道であるニッポン放送系の「オールナイトニッポン」のテーマ音楽として親しまれている。この曲は1965年リリースの『Whipped Cream & Other Delights』に収録されており、2006年にリイシューCDがリリースされている。
ティファナ・ブラスは数多くのヒット曲、アルバム・チャートNo.1を獲得するアルバムを生み出した｡特に、1966年リリースの アルバム"『What Now my Love』" (邦題：そして、今は) はビルボード誌のトップ200・アルバム・チャートで9週連続No.1を記録している。
1968年、ハル・デヴィッド作詞、バート・バカラック作曲の「ディス・ガイ（This Guy's in Love with You）」をヴォーカリストとして発表。この曲は彼にとって、初の全米No.1ヒットになった。

### ティファナ・ブラス解散後
1969年にアルパートはバンドを解散、しかし数名のオリジナル・ティファナ･ブラスのメンバーと新たなメンバーを加え、1971年から"the T.J.B."名義でティファナ・ブラスを復活させる一方でソロ・ミュージシャンとしての活動を始める。
ヒュー・マセケラとの競演アルバムを1978年にリリース。その後マセケラを加え新生ティファナ・ブラス結成を画策したが上手く行かず断念。
1979年、ソロ名義のアルバム『ライズ』を発表。タイトル曲「ライズ」でソロとしては自身初のNo.1ヒット曲になり、さらに同曲でグラミー賞ベスト・ポップ・インストゥルメンタル・パフォーマンス部門を受賞。また、イギリスのクラブなどで33回転シングルを45回転で流したところ評判になり、瞬く間にヒットチャートを駆け上がった。後にノトーリアス・B.I.G.が1997年に発表した"Hypnotize"のサンプリング音源として同曲が使用されている。
1982年、アルバム　"Fandango"　からのシングル、"Route101"　がビルボード誌のアダルト・コンテンポラリー･チャートで4位を記録。1984年には、ティファナ・ブラス名義でアルバム　"Bullish"　をリリース。
1987年には、ジャネット・ジャクソンをヴォーカルに招いた「ダイアモンド」がヒットした。ソロ名義のアルバムには、夫人でセルジオ・メンデスとブラジル'66の元ヴォーカリスト、ラニ・ホール（Lani Hall）が参加し、ヴォーカル作での共演曲も多い。1988年には第22回スーパーボウルで試合開始前の国歌斉唱でアメリカ国歌を演奏した。
1962年から1992年にかけてアルパートはA&Mレコードと所属するミュージシャン、バンドとの契約やプロデューサーとしても活動し、中でもプロデュースした著名なミュージシャンとしては、カーペンターズやセルジオ・メンデス、ビル・メドレー、ジャネット・ジャクソン等がいる。

### A&M以後
アルパートは現在でも演奏家としての活動を続けており、ガトー・バルビエリやリタ・クーリッジ、ジム・ブリックマン、ブライアン・カルバートソン、デイヴィッド・ランツ等にゲスト参加している。
1990年にA&Mをポリグラムに売却し離れる。アルパートは第二の人生として、抽象表現主義のアーティストとしても活動し始める。（アルバムMy Abstruct HeartとColoursのジャケットアートはアルパート自身の筆によるものである。）ブロードウェイ・ミュージカルのプロデューサーもするようになった。
音楽活動としては1994年に新たに自身のプライベートレーベルを再びモスとアルモ・サウンズを立ち上げる。今度は双方の名前を2文字ずつとって「ALMO」とした。このレーベルからはSecond Wind（1996）、Passion Dance（1997）、Colors（1999）の3枚のソロ・アルバムをここからリリースされている。また1996年にはジェフ・ローバーのバンドとともにモントルー・ジャズ・フェスティヴァルに参加。
1997年にはパートナーであるジェリー・モスとレコード会社の役員として偉業によりグラミー・トラスティーズ賞を得た。レコード会社への貢献により、ハリウッド・ウォーク・オブ・フェームにモスと共に名を刻まれている。
1999年のColours以降、ソロ活動を控え、旧作アルバムの再発を積極的に監督するようになった。アルパートは2000年に現在のA&Mのオーナーのユニバーサル・ミュージックから権利を買い戻し、自身のアルバムのリミックスとリマスタリングをし、再発し始めている。2005年にはShout FactoryレーベルからA&M時代のアルバムをデジタル・リマスタリングしたCDを供給しており、ティファナ･ブラスの未発表曲を含めたアルバムもリリースしている。これらのアルバムは、日本では1960年代にA&Mレーベルを配給していたキングレコードから新装盤として発売されていた。
2006年3月13日にモスと共に演奏者としてではなく、A&Mレーベルでの貢献によりロックの殿堂入りを果たした。2007年4月20日、NHK総合のドキュメンタリー番組「プレミアム10～カーペンターズ　スーパースターの栄光と孤独～」に登場した。
2009年には、妻のラニ・ホールとのライヴを収めたアルバムAnything Goesを発表、10年ぶりのアルバムとなった。
2013年、Colours以来のスタジオレコーディングのアルバムsteppin' outを発表、本作は第56回グラミー賞（「ベスト・ポップ・インストゥルメンタル・アルバム」部門）を受賞した。
アルパートは音楽教育と後進の育成のために様々な貢献を行なっている。1980年代にアルパートは莫大な私財を投じ、音楽教育を支援するための非営利法人アルパート財団（The Herb Alpert Foundation）を設立した。また、カリフォルニア芸術大学にアルパート賞（The Alpert Awards）を設け、若き才能をサポートしている。
2000年からはアルパート財団を通じて、ボストンのバークリー音楽院にハーブアルバート記念客員教授（Herb Alpert Visiting Professor）を設け、世界の音楽業界で活躍するトップ・ミュージシャンを毎年同学院へ招聘している。また、2000年にはバークリー音楽院から名誉博士号を授与された。
さらに、2007年には3千万ドルをカリフォルニア大学ロサンゼルス校（UCLA）に寄付し、UCLAは音楽学部門をThe UCLA Herb Alpert School of Musicと命名した。

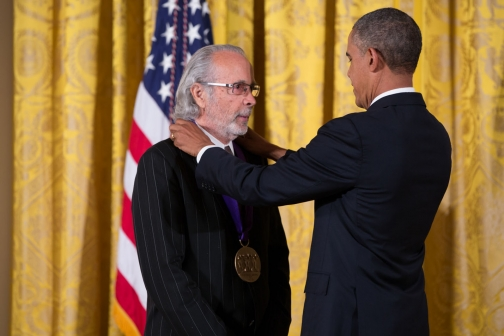
2013年、バラク・オバマから国民芸術勲章を授与された際のアルパート

2012年、米国民芸術勲章の受章者に選ばれる。
2013年、バラク・オバマ大統領(当時)から米国芸術勲章が授与された。
2019年、新作「Over the Rainbow」をリリース。ビルボード誌のジャズ/コンテンポラリー・ジャズ･チャートでNo.1を獲得した。

## 日本との関係
"Bittersweet Samba"以外の日本との関係としては、
- 2015年、48年ぶりにブルーノート東京で、妻ラニ・ホール[注 2]とともに来日公演をおこなった[3]。御年80歳だった。
- "Casino Royale"（カジノ・ロワイヤル）は、1996 - 97年のテレビ番組「メトロポリタンジャーニー」のテーマ曲としても使用された。
- "Tijuana Taxi"（ティファナ・タクシー）は、1982年に「欽ちゃんの週刊欽曜日」で「欽ちゃんバンド」の初回の披露曲となったあと、1989 - 91年のラジオ番組「コサキン増刊号」のオープニングテーマやジングルとしても使用された。
- Riseに収録の"1980"（'80 モスクワ・オリンピック）は、ボクシングWBA/WBCジュニア・バンタム級元世界王者の渡辺二郎（当時大阪帝拳）の入場テーマ曲としても使われた。また、"BEHIND THE RAIN"は、第18代東洋太平洋ウェルター級王者で、2度の世界挑戦を経験した元WBAウェルター級1位の尾崎富士雄（帝拳）の入場曲として使用されていた。

## ディスコグラフィ

### ハーブ・アルパート&ザ・ティファナ・ブラス名義
- The Lonely Bull (1962)
- Volume 2 (1963) (1966 re-release)
- South of the Border (1964)
- Whipped Cream & Other Delights (1965)（※「Whipped Cream」は、TBSラジオで放送されている「毒蝮三太夫のミュージックプレゼント」（パーソナリティは毒蝮三太夫）のテーマソングとして使用されているものと同曲であるがこちらはカバーされたもの）
- Going Places (1965)
- What Now My Love (1966)
- S.R.O. (1966)
- Sounds Like... (1967)
- Herb Alpert's Ninth (1967)
- The Beat of the Brass (1968)
- The Herb Alpert & The Tijuana Brass Christmas Album (1968)
- Warm (1969)
- Greatest Hits (1970)
- The Brass Are Coming (1969)
- Summertime (1971)
- Solid Brass (compilation, 1972)
- Four Sider (compilation, 1973)
- You Smile - The Song Begins (1974)
- Coney Island (1975)
- Greatest Hits Vol. 2 (compilation, 1977)
- Bullish (1984)
- Classics Volume 1 (compilation, 1987)
- Definitive Hits (compilation, 2001)
- Lost Treasures (2005)
- Whipped Cream & Other Delights Rewhipped  (remix, 2006)

### ハーブ・アルパート（ソロおよびラニ・ホールとの共演）名義
- Just You and Me (1976)
- Herb Alpert/Hugh Masekela (1978)
- Main Event Live! (1978)
- Rise (1979)
- Beyond (1980)
- Magic Man (1981)
- Fandango (1982)
- Blow Your Own Horn (1983)
- Life is My Song (compilation, 1985)
- Wild Romance (1985)
- Classics Volume 20 (compilation, 1987)
- Keep Your Eye On Me (1987)
- Under a Spanish Moon (1988)
- My Abstract Heart (1989)
- North on South St. (1991)
- Midnight Sun (1992)
- Second Wind (1996, ALMO)
- Passion Dance (1997, ALMO)
- Colours (1999, ALMO)
- Definitive Hits (compilation, 2001, Interscope)
- Anything Goes (2009, Concord Jazz)
- I Feel You ( & Lani Hall, 2011, Concord Jazz)
- steppin' out ( featuring Lani Hall, 2013, Shout Factory)
- In The Mood ( featuring Lani Hall, 2014, Shout Factory)
- Come Fly With Me (2015, Herb Alpert Presents)
- Over the Rainbow (2019, Herb Alpert Presents)